# Gal Gadot

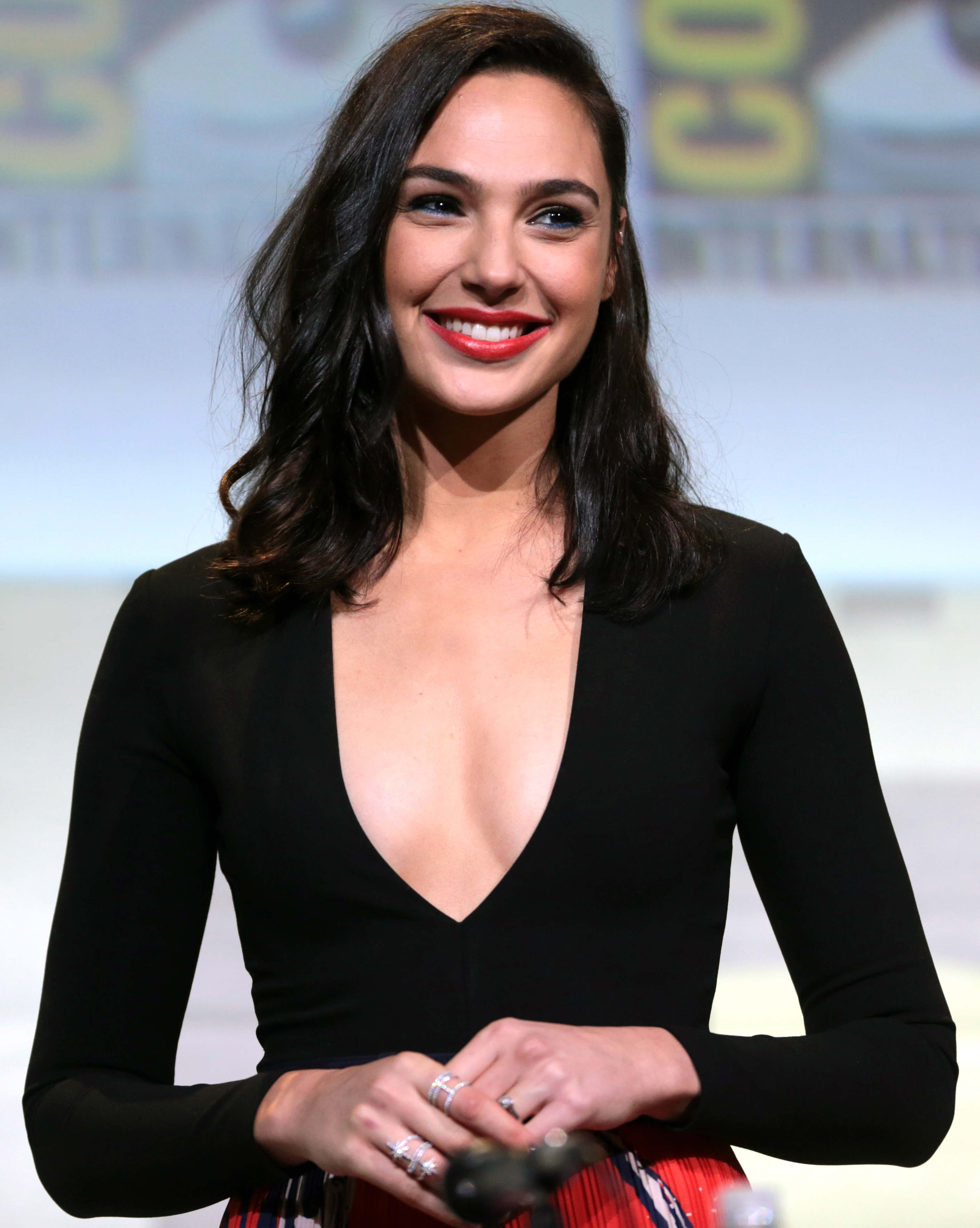
Gal Gadot (2016)

Gal Gadot (hebräisch גַּל גָּדוֹת; Aussprache [gal gaˈdɔt]; * 30. April 1985 in Petach Tikwa) ist ein israelisches Model und eine Schauspielerin sowie Filmproduzentin.

## Leben
Gal Gadot wurde 2004 in der Modelbranche als Miss Israel bekannt und trat im selben Jahr beim Miss-Universe-Wettbewerb in Ecuador an. Gadot – die zwei Jahre lang im israelischen Militär gedient hatte – nahm 2007 für die Zeitschrift Maxim am Fotoshooting „Women of the Israeli Army“ teil.
Ihr Debüt als Schauspielerin gab Gadot 2008 in der israelischen Fernsehserie Bubot. Internationale Bekanntheit erreichte sie durch die Filmreihe Fast & Furious, bei der sie die Rolle der Gisele Yashar spielt.
In der Comic-Verfilmung Batman v Superman: Dawn of Justice übernahm sie 2016 erstmals die Rolle der Wonder Woman. Als Hauptdarstellerin verkörperte sie dieselbe Rolle ein Jahr später in Wonder Woman. Sie nahm die Rolle erneut auf, unter anderem in der Fortsetzung Wonder Woman 1984 (2020) sowie in Justice League (2017) und in dessen Directors Cut Zack Snyder’s Justice League (2022). An der Seite von Dwayne Johnson und Ryan Reynolds spielte sie in der Netflix-Actionkomödie Red Notice mit. 2022 war Gadot in der Agatha-Christie-Verfilmung Tod auf dem Nil von Kenneth Branagh als Linnet Ridgeway zu sehen.
2017 wurde Gadot in die Academy of Motion Picture Arts and Sciences (AMPAS) aufgenommen, die jährlich die Oscars vergibt. Im Juni 2018 schlug Gadot die Moderation des Eurovision Song Contests 2019 in Israel aus Zeitgründen aus.
Gadot ist seit 2008 mit ihrem Landsmann, dem Geschäftsmann Yaron Versano, verheiratet und hat mit ihm vier Töchter (* 2011, * 2017, * 2021 und * 2024). 
Im Februar 2024 wurde sie im achten Schwangerschaftsmonat aufgrund eines Blutgerinnsels im Gehirn notoperiert. Nach eigenen Angaben hat sie sich davon inzwischen vollständig erholt.

## Kontroversen
Während des israelischen Angriffs auf Gaza im Jahr 2014 unterstützte Gadot auf Facebook die israelische Armee, was ihr selbst sowohl Unterstützung als auch Kritik eintrug:

“I am sending my love and prayers to my fellow Israeli citizens. Especially to all the boys and girls who are risking their lives protecting my country against the horrific acts conducted by Hamas, who are hiding like cowards behind women and children ... We shall overcome!!! Shabbat Shalom! #weareright #freegazafromhamas #stopterror #coexistance #loveidf”

„Ich sende meinen israelischen Mitbürgern meine Liebe und meine Gebete. Besonders an alle Jungen und Mädchen, die ihr Leben riskieren, um mein Land vor den schrecklichen Taten der Hamas zu schützen, die sich wie Feiglinge hinter Frauen und Kindern verstecken ... Wir werden es schaffen! #weareright #freegazafromhamas #stopterror #coexistance #loveidf“

Die Veröffentlichung des Films Wonder Woman 2017 wurde im Libanon und Tunesien untersagt, da die Vermutung besteht, sie habe während ihres Wehrdienstes an Angriffen auf den Gazastreifen teilgenommen.
Eine ähnliche Situation wie bei Wonder Woman wiederholte sich 2022, als das kuwaitische Informationsministerium verfügte, dass Tod auf dem Nil nicht im Kino gezeigt werden dürfe, wobei als Hintergrund gegen Gadot gerichtete Boykottaufrufe in Online-Netzwerken vermutet werden, da ihr vorgeworfen wird, Israels Militäreinsatz im Gazastreifen 2014 verteidigt zu haben.
Nach dem Terrorangriff der Hamas auf Israel 2023 und dem Angriff der israelischen Armee auf Gaza im Oktober 2023 teilte Gadot folgenden Eintrag auf Instagram: „Unschuldige Palästinenser zu töten ist schrecklich. Unschuldige Israelis zu töten ist schrecklich. Wer das nicht so empfindet, sollte sich fragen, warum.“ Nach scharfer Kritik von ihren teils prominenten israelischen Anhängerinnen, die ihr vorwarfen, damit eine Parallele zwischen der Tötung von Israelis und der Tötung von Palästinensern zu ziehen, löschte Gadot den Eintrag und entschuldigte sich.
Schon im Mai 2021 musste Gadot heftige Kritik einstecken, als sie während des Israel-Gaza-Konfliktes auf Instagram postete, dass „ihr Herz gebrochen sei und sie dafür bete, Seite an Seite in Frieden mit ihren Nachbarn zu leben.“

## Auszeichnungen
Am 26. Juni 2023 gab die Handelskammer von Hollywood bekannt, dass Gadot einen Stern auf dem Hollywood Walk of Fame im Jahr 2024 erhalten wird, was sie zur ersten Person israelischer Abstammung macht, die diese Ehre erhält.
Am 12. Oktober 2023 wurde Gadot von der Organisation ELEM – Youth in Distress in Israel mit dem LifeSaver Award ausgezeichnet.

## Filmografie (Auswahl)
- 2007: Bubot (Fernsehserie)

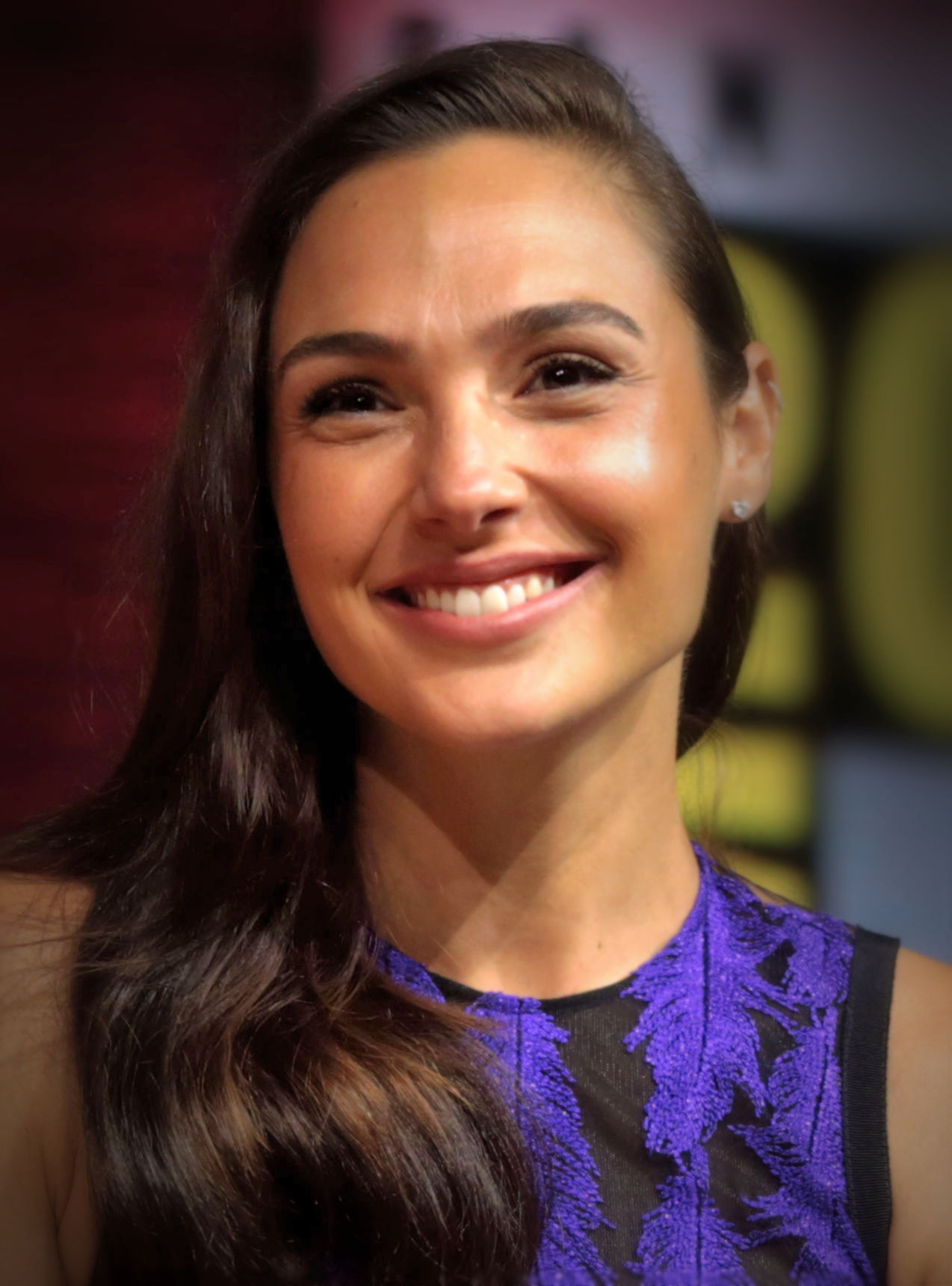
Gadot bei der San Diego Comic-Con International 2018

- 2009: Fast & Furious – Neues Modell. Originalteile. (Fast & Furious)
- 2009: Entourage (Fernsehserie, Folge 6x02)
- 2009: The Beautiful Life (Fernsehserie, 3 Folgen)
- 2010: Knight and Day
- 2010: Date Night – Gangster für eine Nacht (Date Night)
- 2011: Fast & Furious Five (Fast Five)
- 2011: Asfur (Fernsehserie, 7 Folgen)
- 2012: Eretz Nehederet (Fernsehserie, Folge 9x07)
- 2012: Kathmandu (Fernsehserie, 11 Folgen)
- 2013: Fast & Furious 6
- 2014: Kicking Out Shoshana (Shoshana Khaloutz Merkazi)
- 2015: Fast & Furious 7 (Furious 7)
- 2016: Triple 9
- 2016: Batman v Superman: Dawn of Justice
- 2016: Das Jerico Projekt (Criminal)
- 2016: Die Jones – Spione von nebenan (Keeping Up with the Joneses)
- 2017: Wonder Woman
- 2017: Justice League
- 2018: Chaos im Netz (Ralph Breaks the Internet, Sprechrolle)
- 2018: Die Simpsons (The Simpsons, Fernsehserie, Episode 30x01)
- 2019: Zwischen zwei Farnen: Der Film (Between Two Ferns: The Movie)
- 2020: Wonder Woman 1984 (auch Produzentin)
- 2021: Zack Snyder’s Justice League
- 2021: Red Notice
- 2021: Impact with Gal Gadot (Dokumentarserie, 6 Folgen, auch Produzentin)
- 2022: Tod auf dem Nil (Death on the Nile)
- 2023: Shazam! Fury of the Gods
- 2023: Heart of Stone (auch Produzentin)
- 2023: Fast & Furious 10 (Fast X)
- 2023: The Flash
- 2025: Schneewittchen (Snow White)